# Siete de Salem
Siete de Salem es un equipo ficticio de seres mágicos y ex supervillanos que aparecen en los cómics estadounidenses publicados por Marvel Comics. Inicialmente eran enemigos de la Bruja Escarlata y Los 4 Fantásticos, pero en años más recientes, se han convertido en aliados de ambos. Los siete son hijos de Nicholas Scratch y nietos de Agatha Harkness. Son humanos con poderes mágicos que pueden transformarse en criaturas fantásticas con superpoderes.
Los Siete de Salem aparecen en la serie de Marvel Cinematic Universe / Disney+ Agatha All Along (2024).

## Historial de publicaciones
El equipo apareció por primera vez en Fantastic Four vol. 1 # 186 (septiembre de 1977), y fue creado por Len Wein y George Pérez.

## Historia del equipo ficticio
Los Siete de Salem se originaron en New Salem, Colorado, una ciudad oculta en una parte inestable de las Montañas Rocosas poblada en su totalidad por usuarios de magia que en su mayoría vivían con miedo y aborrecimiento de la humanidad normal debido a la persecución que se les impuso durante los juicios de brujas de Salem. Los Siete de Salem fueron engendrados entre diferentes mujeres por Nicholas Scratch. La propia madre de Scratch, Agatha Harkness, era la más poderosa de los habitantes de la ciudad, pero eligió dejar la aldea y vivir entre la humanidad. Con el tiempo, se convirtió en la institutriz de Franklin Richards (hijo de la Mujer Invisible y Mister Fantástico de Los 4 Fantásticos). Scratch hizo que los Siete de Salem secuestraran a Agatha por supuestamente traicionar a la comunidad de New Salem. También trajeron a Franklin con ellos para dárselo a Scratch como un nuevo cuerpo anfitrión, lo que obligó a los Cuatro Fantásticos a perseguirlo. Aunque inicialmente vencidos y encarcelados, los Cuatro derrotaron a sus captores, desterraron a Scratch de esta dimensión y salvaron a Harkness. Cuando los Siete de Salem mucho más tarde intentaron vengarse de Harkness, ella eliminó su capacidad de cambiar de forma.
A lo largo de los años, los Siete de Salem lograron revertir los hechizos que los bloquearon de sus formas mejoradas, debilitando enormemente a Harkness en el proceso. Tomaron el control de New Salem y, con Vertigo como líder, pusieron a toda la comunidad en contra de Harkness y la quemaron en la hoguera. La Bruja Escarlata y Visión luego fueron atraídos a New Salem, donde fueron capturados por los Siete. Gazelle discrepó de los planes de sacrificio del grupo y fue arrojada con los prisioneros. Visión escapó y luchó contra Vértigo, quien atrajo hacia sí los poderes de los otros 665 residentes de New Salem. Cuando Visión la derrotó, Vértigo perdió el control del poder. La Bruja Escarlata logró canalizar parte de ella, pero en la explosión resultante aparentemente todo New Salem fue aniquilado, incluidos los Siete.
El siguiente Halloween, Wanda intentó comunicarse con el espíritu de Agatha Harkness, pero fue atraída a la tierra de los muertos, donde se enfrentó a los espíritus de los Siete (excepto Gazelle) que se habían alineado con un ser que se llamaba Samhain. Wanda derrotó a Samhain y lo ató dentro de los espíritus de los seis de los Siete.
A través de muestras de su ADN, Brutacus, Hydron, Reptilla, Thornn y Vakume fueron posteriormente revividos como algunas de las proto-cáscaras de Arnim Zola. Todos estos fueron introducidos y luego asesinados rápidamente para lograr un efecto humorístico por Deadpool.
Todos los miembros de los Siete de Salem resucitaron cuando el colapso mental de la Bruja Escarlata y la manipulación de la magia les devolvieron la vida. Su padre Nicholas Scratch los manipuló para que liberaran a Shuma-Gorath, pero luego ayudó a los Cuatro Fantásticos, Diablo y Doctor Strange a derrotar a Scratch y Shuma-Gorath. Los siete vivieron posteriormente con Doctor Strange y son amigos de los Cuatro Fantásticos. 
En las páginas de la serie de 2014 Nuevos Guerreros, los Siete de Salem han sido vistos viviendo nuevamente en New Salem, que se ha convertido en un refugio para todas las personas "nacidas de la magia" con los Siete de Salem actuando como protectores residentes de la ciudad.
A través del consejo de un misterioso benefactor llamado Quiet Man, Mago reclutó a Gazelle, Reptilla y Vertigo de los Siete de Salem para unirse a sus Cuatro Terribles. Atacaron a Mister Fantástico en Chicago hasta que Bruja Escarlata llegó para ayudar a Mister Fantástico.
Durante la historia "Hunted", Gazelle fue uno de los superhumanos con temas de animales capturados por Taskmaster y Hormiga Negra de la Gran Caza de Kraven el Cazador patrocinado por la compañía de Arcade, Industrias Arcade. En el caos resultante cuando comienza la caza, Gazelle es apuñalada por un Hunter-Bot controlado por uno de los participantes.

## Miembros
- Brutacus - Hijo de Scratch que se transforma en un humanoide parecido a un león con cuernos rojos. De esta forma, tiene la fuerza y la durabilidad suficientes para igualar a la Cosa o Visión.
- Gazelle - Hija de Scratch que se transforma en una persona parecida a un ciervo de pezuña hendida con supervelocidad y agilidad.
- Hydron - Hijo de Scratch que se transforma en un tritón bípedo que puede disparar chorros de agua controlables desde el muñón de su brazo izquierdo.
- Reptilla - Hija de Scratch que se transforma en una forma de serpiente con una sola cola de serpiente larga en lugar de piernas y dos serpientes venenosas en lugar de brazos. Tiene la capacidad de contraerse y también de morder con sus serpientes de mano.
- Thornn - Hijo de Scratch que se transforma en un humanoide amarillo parecido a un demonio con grandes espinas rojas que sobresalen de los brazos y las piernas. Tiene la capacidad de lanzar espinas explosivas o aturdir espinas.
- Vakume - Hijo de Scratch que se transforma en un humanoide púrpura sin rasgos distintivos. Tiene la capacidad de volverse intangible y controlar el aire, creando vientos y vacíos.
- Vertigo - Una hija afroamericana y mayor de Scratch sin una transformación especial. No es el mismo personaje que Vertigo de los Mutados de la Tierra Salvaje, pero posee la misma habilidad para atacar el sentido del equilibrio de una persona.

## Otras versiones

### Ultimate Marvel
Apareciendo en Ultimate Fantastic Four operando en Salem, Oregon, los Siete (como se les llama) son un nuevo equipo de superhéroes. Aunque están salvando a muchas personas, son igual de rápidos en luchar contra los Cuatro Fantásticos para tener la oportunidad de hacerlo primero. Los miembros incluyen:
- Alpha Dog - Líder de los Siete. Es capaz de alterar la densidad de los objetos permitiendo la apariencia de superfuerza e invulnerabilidad.
- Ghostware - Miembro de los Siete con la capacidad de hacer pasar a otros y a sí mismo a través de materia sólida.
- Neurópata - Miembro de los Siete con inducción emocional que permite el control de las emociones de los demás.
- Penultimate - Miembro de los Siete con cuerpo mejorado cibernéticamente y armamento de alta tecnología.
- Primal Screamer - Miembro de los Siete con poderosas explosiones vocales.
- Filament - Miembro de los Siete que crea hilos hiperdimensionales que cortan toda la materia.
- Synchron - Miembro de los Siete que puede alterar la probabilidad de tal manera que puede estar en varias posiciones a la vez, atacando desde muchas direcciones.

En el número 56, se revela que el grupo es un ser, una criatura conocida como el Dragón de los Siete que puede separarse en múltiples formas. Como entidad única, el Dragón toma la forma de Agatha Harkness. El Dragón se hizo pasar por Harkness para que los Cuatro Fantásticos dudaran de cómo trabajan en equipo, y como los Siete para que dudaran aún más, como parte de un complot para secuestrar la Antorcha Humana, obligarlo a explotar y dar a luz. a más como él. El Dragón murió cuando la Mujer Invisible encontró una manera de revertir las olas de calor, de modo que el Dragón, en la forma de los Siete, explotara en su lugar.

## En otros medios
- Los Siete de Salem aparecieron en el episodio de The Avengers: United They Stand, "The Sorceress Apprentice". Junto a Nicholas Scratch, secuestraron a Agatha Harkness. Bruja Escarlata y Visión lucharon contra ellos mientras los otros Vengadores estaban ocupados luchando contra Segador.
- Los Siete de Salem aparecen en la miniserie de Disney+ / Marvel Cinematic Universe Agatha All Along (2024), con Vertigo interpretada por Okwui Okpokwasili.[12]El resto de los Siete de Salem están acreditados como "Snake" (interpretada por Marina Mazepa), "Crow" (interpretada por Bethany Curry), "Fox" (interpretada por Athena Perample), "Rat" (interpretada por Britta Grant), "Owl" (interpretada por Alicia Vela-Bailey) y "Coyote" (interpretada por Chau Naumova).[13]Esta versión es un grupo de brujas que son hijas de las compañeras brujas de Evanora Harkness que Agatha mató en defensa propia. En "Circle Sewn with Fate / Unlock Thy Hidden Gate", después de haber enviado a Crow, Rat y Coyote como exploradoras para vigilar a Agatha Harkness, las Siete llegaron a su casa y procedieron a atacar después de que Harkness comenzara a recitar la Balada del Sendero de las Brujas. Ellas entraron al sótano, pero por poco no alcanzan al aquelarre de Harkness, quienes estaban escapando por el Sendero de las Brujas.[14]En "Darkest Hour / Wake Thy Power", las Siete de Salem persiguen al aquelarre de Harkness después de haber completado la Prueba del Protector de Brujas, logrando ingresar al Sendero de las Brujas usando la "puerta" abierta por su hechizo de invocación para una bruja verde. Ellas cazan al aquelarre, y "Owl" toma al Adolescente por sorpresa. Sin embargo, el aquelarre logra escapar de las Siete una vez más improvisando escobas.[15]En "Death's Hand in Mine", las Siete de Salem se dirigen a través de los túneles para encontrar a Harkness, hasta que ellas se encuentran con Lilia Calderu, quien decidió quedarse atrás para que Harkness y los demás pudieran escapar, volteando una de las cartas, lo que provocó que toda la habitación se diera vuelta, empalando a las Siete y Calderu en las espadas.[16]